# Strobliola
Strobliola là một chi ruồi trong họ Chloropidae. It is in the Animalia kingdom and là một phylum Arthropoda. The order which Strobliola appears in the Diptera, true flies, mosquitoes and gnats.
ID: 17411
pID: 549314
Taxonomic rank: 21
Author of the record: Ondřej Zicha
Created: ngày 29 tháng 5 năm 2004 22:39:33 - User Ondřej Zicha
Last change: ngày 27 tháng 8 năm 2008 14:51:05 - User Francesco Vitali
URL: http://www.biolib.cz/en/taxon/id17411/
Text function: t:17411;Chloropidae